# De Drie Polders (Leek)
De Drie Polders is een voormalig waterschap in de Nederlandse provincie Groningen.
Het waterschap is in 1917 ontstaan uit een fusie van de Lettelbertermolenpolder, de Zuiderpolder, de Nienoordsche polder en een gedeelte tot dan onbemalen land van 150 ha tussen de Matsloot en de Traansterwijk. Het waterschap had twee gemalen, een aan het Lettelberterdiep ten noorden van Lettelbert en een aan de Groeve ten noorden van Leek.
Waterstaatkundig gezien ligt het gebied sinds 1995 binnen dat van het waterschap Noorderzijlvest.